# اینگهم، نورفک
اینگهم (به انگلیسی: Ingham) یک روستا و محله مدنی در بریتانیا است که در North Norfolk واقع شده‌است. اینگهم ۶٫۱۳ کیلومتر مربع مساحت و ۳۷۴ نفر جمعیت دارد.